# Gopasandra, Malur
Gopasandra là một làng thuộc tehsil Malur, huyện Kolar, bang Karnataka, Ấn Độ.